# Championnats de République démocratique allemande de cyclo-cross
Les championnats d'Allemagne de l'Est de cyclo-cross sont des compétitions de cyclo-cross organisées annuellement afin de décerner les titres de champion d'Allemagne de l'Est de cyclo-cross.

## Palmarès masculin
| Année | Vainqueur             | Deuxième              | Troisième             |
| ----- | --------------------- | --------------------- | --------------------- |
| 1953  | Gustav-Adolf Schur    | Dieter Lüder          | Lothar Heymann        |
| 1954  | Günter Oldenburg      | Gustav-Adolf Schur    | Manfred Salossnik     |
| 1955  | Rolf Töpfer           | Günter Grünwald       | Lothar Meister        |
| 1956  | Roland Henning        | Günter Oldenburg      | Erich Hagen           |
| 1957  | Günter Oldenburg      | Günter Grünwald       | Hans Kubicki          |
| 1958  | Heinz Zimmermann      | Hans Kubicki          | Günter Lörke          |
| 1959  | Manfred Brüning       | Josef Jahn            | Siegfried Kunstler    |
| 1960  | Wilhelm Klink         | Siegfried Kunstler    | Wolfgang Stamm        |
| 1961  | Gustav Peuker         | Wolfgang Stamm        | Günter Hoffmann       |
| 1962  | Wolfgang Stamm        | Gustav Peuker         | Siegfried Kunstler    |
| 1963  | Günter Mosch          | Joachim Otto          | Jürgen Raupach        |
| 1964  | Josef Jahn            | Günter Zeschnick      | Günter Mosch          |
| 1965  | Wolfgang Stamm        | Siegfried Kunstler    | Günter Mosch          |
| 1966  | Günter Liebold        | Günter Mosch          | Wolfgang Stamm        |
| 1967  | Werner Kleinig        | Günter Liebold        | Klaus Pedd            |
| 1968  | Günter Liebold        | Michael Kaltofen      | Werner Kleinig        |
| 1969  | Michael Kaltofen      | Klaus Pedd            | Wolfgang Stamm        |
| 1970  | Klaus Pedd            | Michael Kaltofen      | Günter Mosch          |
| 1971  | Michael Kaltofen      | Klaus Pedd            | Günter Mosch          |
| 1972  | Günter Bertram        | Günter Mosch          | Peter Hentschel       |
| 1973  | Günter Mosch          | Matthias Wiegand      | Klaus-Dieter Scholz   |
| 1974  | Günter Mosch          | Gunter Hiekmann       | Holger Kickeritz      |
| 1975  | Michael Kaltofen      | Bernd Schlechte       | Günter Mosch          |
| 1976  | Uwe Freese            | Günter Mosch          | Michael Kaltofen      |
| 1977  | Holger Kickeritz      | Hans-Joachim Hartnick | Bernd Schlechte       |
| 1978  | Uwe Freese            | Holger Kickeritz      | Hans-Joachim Hartnick |
| 1979  | Uwe Freese            | Günter Mosch          | Burkhard Freese       |
| 1980  | Hans-Joachim Hartnick | Bernd Drogan          | Wolfgang Lötzsch      |
| 1981  | Wolfgang Lötzsch      | Peter Hentschel       | Günter Mosch          |
| 1982  | Wolfgang Lötzsch      | Mathias Grünig        | Michael Klette        |
| 1983  | Peter Hentschel       | Michael Mudrick       | Ralf Keller           |
| 1984  | Wolfgang Lötzsch      | Reinhard Runge        | Mathias Grünig        |
| 1985  | Reinhard Runge        | Wolfgang Lötzsch      | Jens-Uwe Richtzenhain |
| 1986  | Erik Becker           | Jörg Wittek           | Jens-Uwe Richtzenhain |
| 1987  | Frank Herzog          | Martin Goetze         | Peter Hentschel       |
| 1988  | Erik Becker           | Frank Herzog          | Ralf Keller           |
| 1989  | Thomas Fischer        | Erik Becker           | Jochen Hahn           |
| 1990  | Ralf Wodynski         | Holger Schardt        | Mathias Grüning       |